# لانتانا لينة
لانتانا لينة (الاسم العلمي: Lantana mollis) هي نوع نباتي يتبع جنس اللانتانا من فصيلة اللويزية.